# آدم ثورن
آدم ثورن (بالإنجليزية: Adam Thorn)‏ هو كاتب أغاني ومغني أمريكي، ولد في 16 ديسمبر 1979 في والدورف في الولايات المتحدة.